# Eleanor Dark

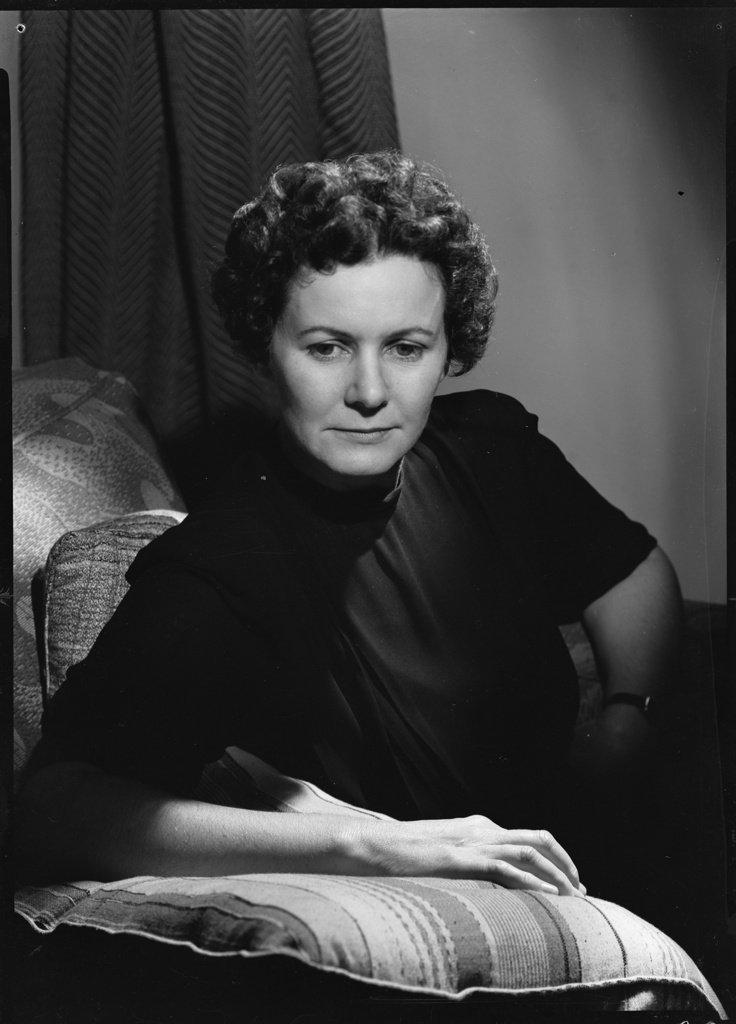
Eleanor Dark (um 1945)

Eleanor Dark AO (* 26. August 1901 in Sydney, New South Wales; † 11. September 1985 in Katoomba, New South Wales) war eine australische Schriftstellerin, die sich zeit- und sozialkritisch vor allem den gesellschaftlichen Problemen der 1930er Jahre widmete. Ihre Romane Prelude to Christopher von 1934 und Return to Coolami von 1936 wurden mit der Goldmedaille der Australian Literature Society ausgezeichnet.

## Leben
Eleanor Dark war das zweite von drei Kindern des Schriftstellers und Parlamentariers Dowell Philip O’Reilly und seiner Ehefrau Eleanor McCulloch O’Reilly. Als Eleanor ihre Schulausbildung beendet hatte, war sie für ein Universitätsstudium nicht qualifiziert, da sie in der Mathematik versagt hatte. Sie lernte Schreibmaschinenschreiben und nahm eine Stelle als Sekretärin an. 1922 heiratete sie Eric Payten Dark, einen Generalisten, der Bücher, Artikel und Traktate zu politischen und medizinischen Themen schrieb. Eric Payten Dark (1889–1987) war ein aktives Mitglied des linken Flügels der Labor-Party in New South Wales.
Er nahm an aktuellen Debatten als Sozialist teil, obwohl er kein Mitglied der Communist Party of Australia war. Sie lebten in Katoomba, New South Wales, wo Eleanor acht ihrer zehn Romane und weitere Kurzgeschichten und Artikel schrieb. Auch ihr letztes Werk Lantana Lane entstand auf dieser Farm. Die Familie hatte einen Sohn und zwei Töchter. Ihr Rückzug nach Queensland hatte vermutlich damit zu tun, dass sie Sorgen vor den antikommunistischen Angriffen der konservativen Regierung von Robert Menzies und dem Geheimdienst ASIO hatte. Wie andere Schriftsteller und Kommentatoren, die die Politik von Menzies kritisierten, standen die Darks vermutlich unter Beobachtung.
Der zweite Sohn der Darks Michael widmete das Haus seiner Eltern in Katoomba 1988 einem Schriftstellerzentrum, dem Varuna – Das Schriftstellerhaus in Katoomba. Michael Dark ist der Präsident der Eleanor Dark Foundation.

## Werk
Eleanor Dark war eine Schriftstellerin, die von den Erfahrungen der Großen Depression, dem Kalten Krieg und der Sorge vor einem Atomkrieg geprägt war. Sie schrieb in ihren Büchern über die Rechte und das Leid der Aborigines, Umweltzerstörung sowie Frauen- und soziale Rechte. Sie gehörte zu einer Generation von Schriftstellern, die eine Vorstellung davon hatten, wie ihr Land und ihre Kultur hätten sein können und sie schärfte den Blick dafür, was in der Vergangenheit geschah und was dies für die Zukunft bedeutet.
Ihre Erzählungen, Gedichte, Artikel und Essays sind ein Beispiel für eine weite Weltsicht. Sie entstanden in einer Zeit, in der sich eine Schriftstellergeneration entwickelte, die die Erfahrungen der 1930er Jahre verarbeitete, wozu auch der Kampf für Gerechtigkeit zählte.
Ihr Roman The Timeless Land beschreibt die Geschichte der britischen Kolonialisten, Aborigines und Sträflinge Australiens. Für einen Monat war er 1941 Buch des Monats in den USA. Mit Storm of time und No barrier bildet er eine Trilogie, die 1980 verfilmt worden ist.
Dark wurde Mitglied der Fellowship of Australian Writer in 1939, Vizepräsident des Australian Council for Civil Liberties im gleichen Jahr. Sie wandte sich auch ausdrücklich gegen die von den deutschen Nationalsozialisten propagierte Frauenvorstellung "Heim an den Herd". Allerdings veröffentlichte sie – wie übrigens auch Miles Franklin – Werke im Publicist. dem Presseorgan der faschistoiden Australia First Movement, einer Bewegung, die sich gegen die britische Dominanz von Australien wandte und sich eine Befreiung der Briten von Japan während des Zweiten Weltkriegs erhoffte. Sie war kein Mitglied einer politischen Partei.

## Werke (Auswahl)
Erzählungen
- Lantana Lane. Virago Press, London 1986, ISBN 0-86068-577-2 (EA London 1959)

Romane
- Slow Dawning. Long Books, London 1932.
- Prelude to Christopher. Tauchnitz, Leipzig 1937 (EA London 1934).
- Return to Coolami. Angus & Robertson, London 1981, ISBN 0-207-14271-8 (EA London 1936).
- Sun Across the Sky. Tauchnitz, Leipzig 1938 (EA London 1937).
- Waterway. Angus & Robertson, London 1979, ISBN 0-207-13838-9 (EA London 1938).
- The Little Company. Penguin Books, New York 1986, ISBN 0-14-016150-3 (EA New York 1945).
- The Timeless Land Trilogy.[8]
  - Band 1: The Timeless Land. Angus & Robertson, London 1988, ISBN 0-207-14380-3 (EA New York 1941)

deutsch: Der erste Gouverneur. Australienroman. Sponholtz Verlag, Hannover 1954.
- - Band 2: Storm of Time. Angus & Robertson, London 1980, ISBN 0-207-14380-3 (EA New York 1948)
  - Band 3: No Barrier Angus & Robertson, London 1986, ISBN 0-86068-577-2 (EA New York 1953)

## Verfilmungen
- Michael Carson und Rob Stewart (Regie): Wildes weites Land- 1980 (nach dem Roman The timeless land).